# Alqosch
Alqosch, auch Alqusch (syrisch ܐܠܩܘܫ, arabisch القوش, DMG al-Qūš, kurdisch Elkîş), ist eine assyrische Stadt im Irak. Sie befindet sich etwa 30 km nördlich von Mosul in der Ninive-Ebene der gleichnamigen Provinz. Der Name Alqosch ist aramäisch und bedeutet „Der Gott der Rechtschaffenheit“. Die Stadt gehört seit 2003 zu den umstrittenen Gebieten des Nordiraks.

## Geschichte
Die Geschichte des Ortes reicht zurück bis zum alten assyrischen Reich, eventuell noch weiter zurück. Die erste Erwähnung von Alqosch findet sich in der Zeit von Sanherib etwa 750 v. Chr., in Form von Wandmalereien in Sanheribs Palast, der in Tel Qwenjeq entdeckt wurde.
Alqosch gilt als eine der ältesten christlichen Ortschaften Iraks, und laut Überlieferung wurde es bereits durch den Einfluss des Apostels Thomas im 1. Jahrhundert christlich. Die Bevölkerung gehörte lange Zeit der Assyrischen Kirche des Ostens an, doch schloss sie sich mit dem Schisma von 1553 an die neu gegründete, mit Rom unierte Chaldäisch-katholische Kirche an. Von 1553 bis 1804 war das Kloster Rabban Hormizd Residenz des chaldäischen Katholikos-Patriarchen in der „Eliya-Linie“ („Patriarchat der Ebene“) von Eliya VII. (1558–1591) bis Eliya XIII. Ischoʿyahb (1778–1804), aus der auch Yohannan VIII. Hormizd, später Patriarch von Babylon (1780–1830), hervorging. Die christliche Kleinstadt erlebte in ihrer Geschichte viele Angriffe und Plünderungen, wobei besonders das 16., 17. und 19. Jahrhundert genannt werden. 1828 starben in Alqosch 700 Menschen an der Pest. 1832 fiel der Leiter des Klosters Rabban Hormizd, Pater Gabriel Dambo, einem Mord zum Opfer. Zahlreiche Tote gab es auch bei der einer Hungersnot im Jahre 1879.
1960 wurde die Kirche Mar Gorgis in Alqosch Kathedrale des neu errichteten chaldäisch-katholischen Bistums Alqosch (Dioecesis Alquoshensis Chaldæorum), das neben der Stadt Alqosch den nördlichen Teil der Ninive-Ebene umfasst. Alqosch gehört zu den christlichen Orten der Ninive-Ebene, die 2014 bis 2017 nicht vom Daesch (IS) eingenommen wurden, so dass die Stadt unversehrt blieb und ihre Bewohner nicht fliehen mussten. Stattdessen nahm Alqosch Flüchtlinge auf, neben 500 christlichen auch 150 muslimische Familien.

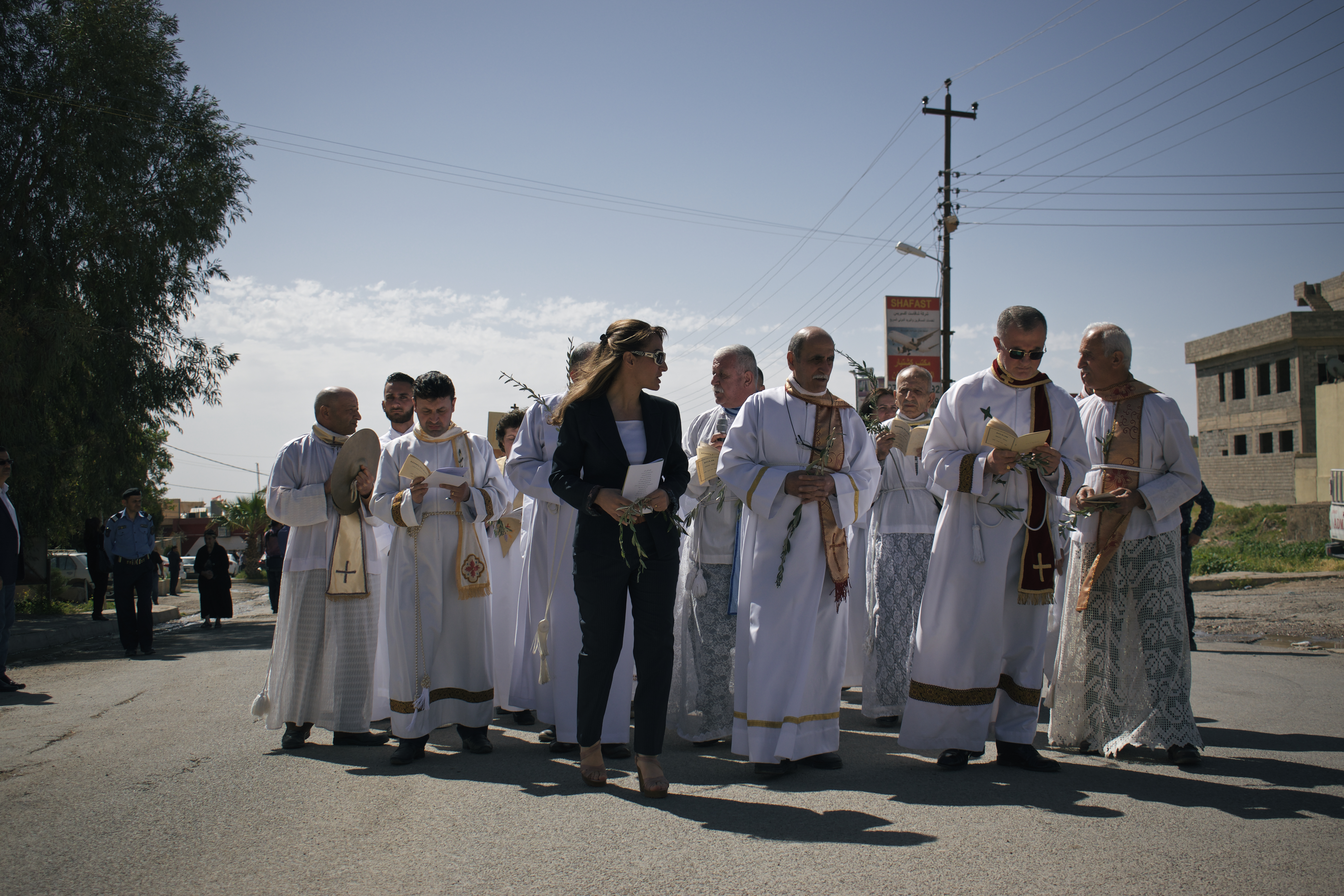
Priester mit Gesprächspartnerin, Palmsonntag 2018 in Alqosch

Bei der Verteidigung der Stadt gegen Daesch im Jahre 2014 spielte der chaldäische Bürgermeister von Alqosch, Fayez Abed Jawahreh, in einem Bündnis mit christlichen und kurdischen Milizen eine entscheidende Rolle. Am 16. Juli 2017 – kurz vor dem geplanten Unabhängigkeitsreferendum in Irakisch-Kurdistan am 25. September 2017 – wurde Bürgermeister Fayez Abed Jawahreh (in manchen Meldungen Abdul Micha oder al-Jahwary genannt) nach Korruptionsvorwürfen auf Weisung von Baschar al-Kiki, dem Leiter des Provinzrates Ninive und Mitglied der Kurdischen Demokratischen Partei (KDP) des kurdischen Präsidenten Masud Barzani, abgesetzt und das KDP-Mitglied Adel Amin Omar als Nachfolger eingesetzt. Es kam zu heftigen Protesten aus der christlichen Bevölkerung der Stadt. Zu den Opponenten des KDP-Vorgehens gehörte unter anderen der christliche irakische Parlamentarier Yonadam Kanna, Generalsekretär der Assyrischen Demokratischen Bewegung. Daraufhin wählte der Gemeinderat von Alqosch, dem 4 KDP-Mitglieder von insgesamt 6 Ratsleuten angehören, am 27. Juli 2017 einstimmig die 1982 geborene chaldäische Ökonomin und Managerin Lara Yussif Zara (auch Lara Yousif Zara), die ebenfalls der KDP angehört, zur Bürgermeisterin. Mit der Wahl Zaras wurde erstmals in der Geschichte Iraks eine christliche Frau Bürgermeisterin. (Die Hauptstadt Bagdad hatte bereits ab 2015 eine Bürgermeisterin, Zekra Mohammed Alusch, die allerdings Muslimin ist.) Auch gegen die Wahl Zaras gab es jedoch mehrere Demonstrationen, auf denen auch irakische Fahnen und Transparente für einen Verbleib der Ninive-Ebene bei Irak und außerhalb Kurdistans gezeigt wurden. Am 15. Juli 2018 wurde Fayez Abed Jawahreh von kurdischen Polizeikräften in Haft genommen.

## Bevölkerung

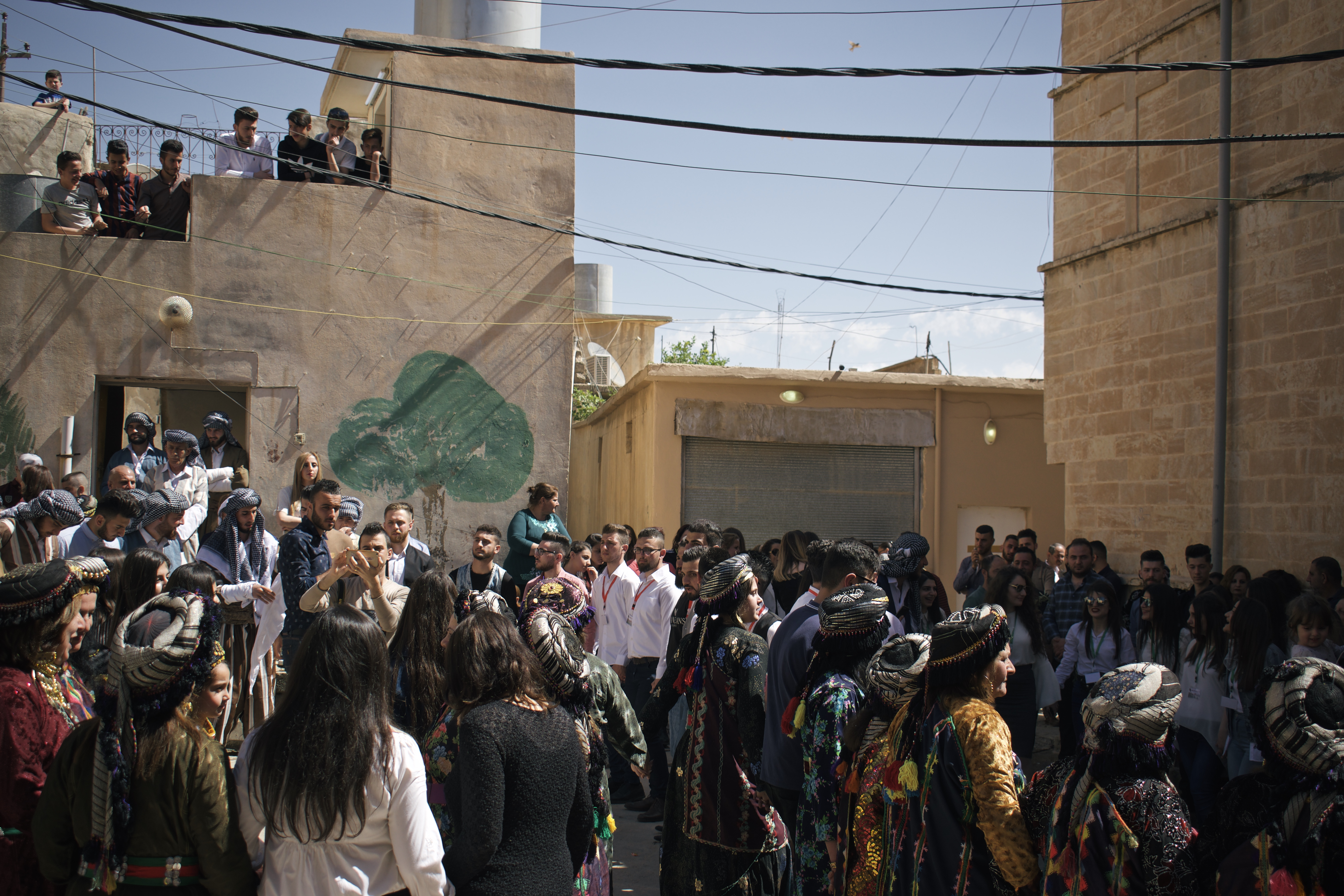
Palmsonntag 2018 in Alqosch

Alqosch hat sich auch 2019/2020 seine großenteils christliche Bevölkerung wahren können. Laut 2020 erschienener Studie von Kirche in Not sind die 6000 Einwohner Alqoschs in ihrer großen Mehrheit Christen. Hier ist praktisch ausschließlich die Chaldäisch-katholische Kirche präsent, deren Mitglieder sich als Chaldäer bezeichnen. Von den Christen in der Ninive-Ebene spricht wiederum eine große Mehrheit Surith („Syrisch“, Ost-Aramäisch). Von ihrer ethnischen Gruppe her werden die Syrisch/Aramäisch sprechenden Bewohner Alqoschs und anderer Orte oft auch als Assyrer („Chaldean-rite Assyrians [...] in Alqosh“) bezeichnet.

## Sehenswürdigkeiten

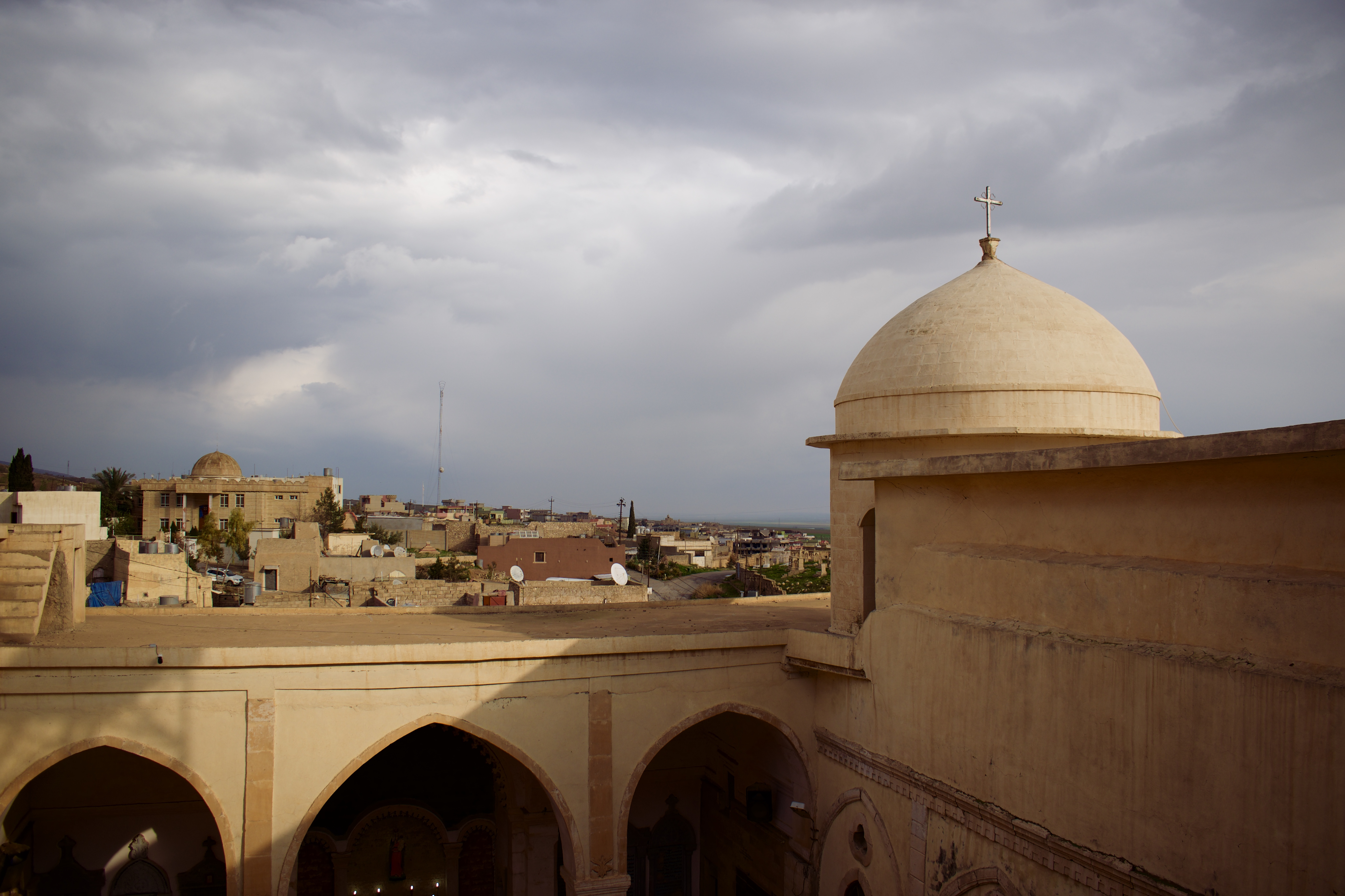
Mar Gorgis, 2018

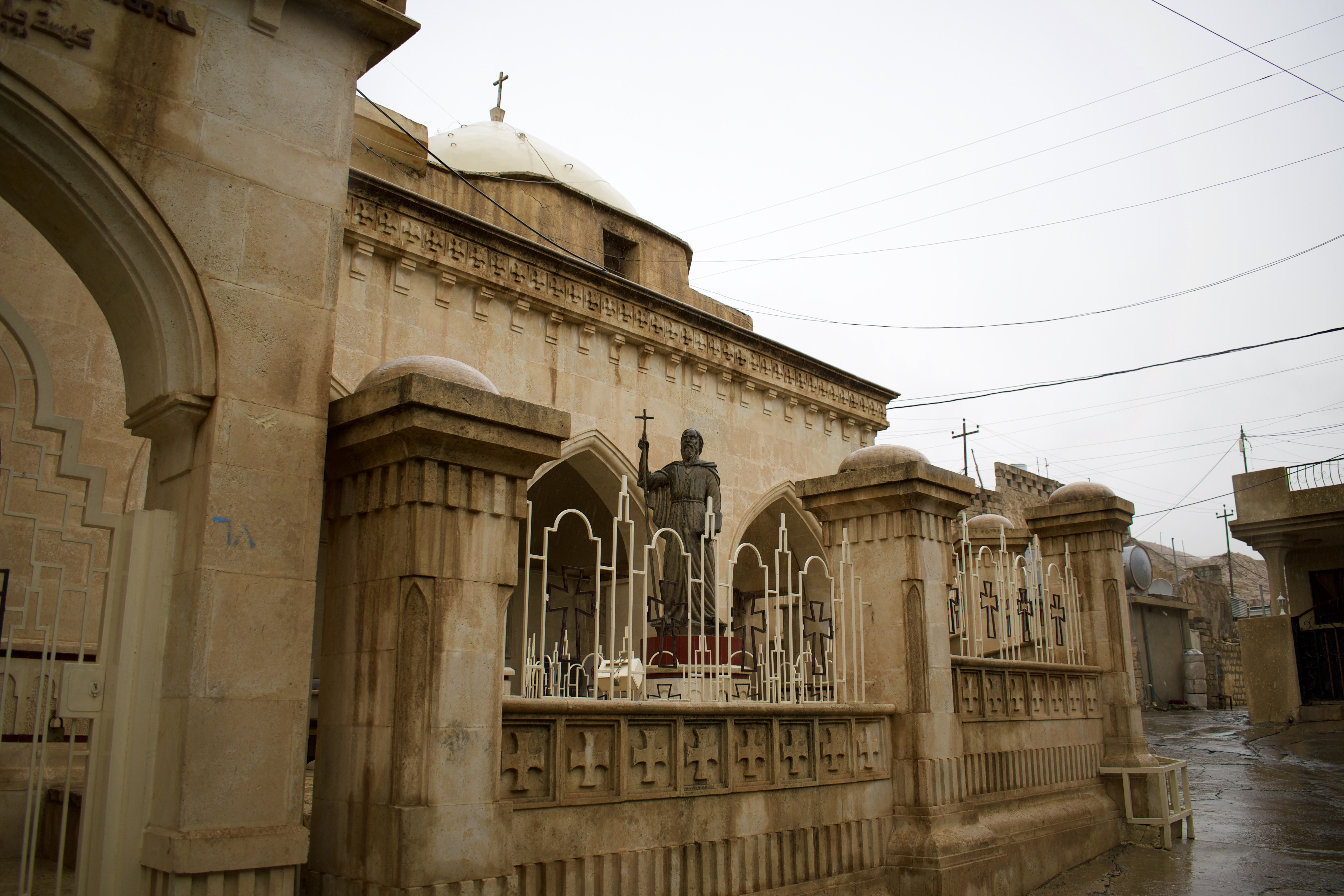
Mar Micha, 2018

In der Altstadt Alqoschs befinden sich die chaldäische Georgskathedrale (Mar Gorgis, كاتدرائية مار كوركيس), die ebenfalls chaldäische Kirche Mar Micha (كنيسة مار ميخا) und das Mausoleum des jüdischen Propheten Nahum (قبر النبي ناحوم). Etwa 2 km nordöstlich in den Bergen steht das Kloster Rabban Hormizd (دير الربان هرمزد) und weniger als 1 km östlich das Kloster Unserer Frau der Saaten (دير سيدة الحصاد), beide ebenso chaldäisch-katholisch.
Etwa 3 km westlich der Stadt befindet sich die Ruine von Schayro Meliktha.
Die Felswohnungen von Alqosch sind entlang der Berghänge, bis hin zur Spitze des Plateaus, verteilt. Sie sind ähnlich dekoriert wie die der anderen Kolonien der Stadt Ninive.

## Identifikation mit Elkosch

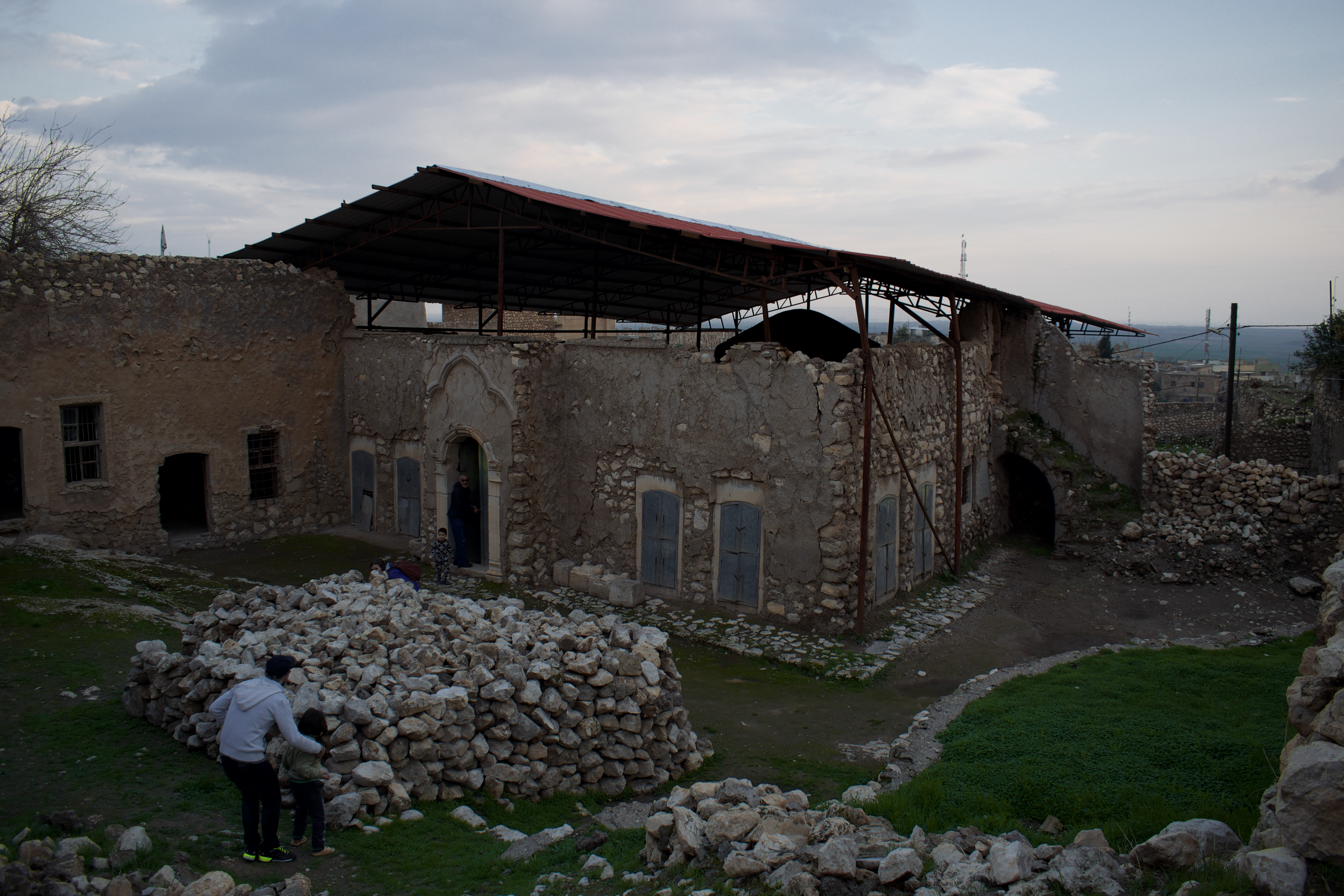
Mausoleum des Propheten Nahum in Alqosch, 2018

Elkosch, der Geburtsort des Propheten Nahum, könnte gemäß der These von Austen Henry Layard mit dem heutigen Alqosch identisch sein, da sich in dessen Nähe nicht nur assyrische Felsbilder befinden, sondern in dessen Nachbarort Raban Hormuzd auch ein berühmtes Kloster mit den Gräbern christlicher Heiliger seinen Sitz hat. Layard, der die Gegend 1847 bereiste, schrieb hierzu: „Einer sehr allgemeinen Tradition zufolge enthält es [Alkosch] das Grab des Propheten Nahum, des Alkoschiten, wie er in der Einleitung zu seinen Weissagungen genannt wird.“ Layard besuchte das Grab persönlich, bemerkte aber weiter: „Das das Grab enthaltende Gebäude ist von moderner Bauart. Inschriften oder Fragmente aus dem Alterthume sind um diesen Platz herum nicht zu finden. den Ursprung der Tradition, und wie lange sie mit dem Dorfe von Alkosch in Verbindung steht, weiß ich nicht.“ Gegen diese These spricht, dass die Gegebenheiten nicht zu den Angaben passen, die Nahum in seinem Buch von seiner Heimat macht.

## Stätten in Alqosch
Verschiedene Stätten bleiben für Alqoschnayes wichtig.
- Gu’ppa D’Mmaya (Wasserhöhle) im Norden.
- Gu’ppa Ssmoqa (die rote Höhle) im Norden.
- Gu’ppetha D’Toomin (kleine Höhle von Toomin) im Norden.
- Gu’ppa D’ Magoar Gama (die donnernde Höhle) im Nordosten.
- Shweetha D’Gannaweh (Nachtlager der Räuber) ist ein Berg im Norden. Einige Experten für die Geschichte von Alqush sind der Meinung, dass Shweetha D’Ganaweh eine Stätte des assyrischen Gottes Sىin sei.
- Rommta D’Jwannqeh (Hügel der Jugend) im Nordwesten.
- Khoosha (der Behälter) im Nordwesten
- Raoolla D’Mmaya (das Wassertal) im Westen.
- Gu’ppa D’Hattarein (Höhle der Wollkämmer).
- Kerrma D’Raysha (der Weinberg), der Weinberg befindet sich auf der Spitze des Bergers.
- Besqeen.
- Galeeya D’Qasha Hanna (das Tal von Priester Hanna) im Norden.
- Galeeya D’Dayra or Galeeya D’Qadeesha (Tal der Heiligen oder Tal des Klosters), ein Tal, das zum Kloster Rabban Hormizd, im Nordosten von Alqosch.
- Galeeya Dnerba D’Deyoeh (Tal der Teufel) im Osten des Klosters Rabban Hormizd.
- Gu’ppetha D’Hllwi (D’Hllabi), wo die Schafe gemolken wurden.
- Gu’ppetha D’Rrabi Rabba, eine kleine Höhle der hohen Priester.

## Söhne und Töchter
- Yohannan Hormizd (1760–1838), Patriarch der Chaldäisch-katholischen Kirche. war von 1830 bis 1838 als Yohannan VIII. Hormizd, auch bekannt unter Johannes, Youhannas oder John Hormez
- Joseph Audo (auch Audu oder Oddo) (1790–1878), unter dem Namen Joseph VI. Audo Patriarch der Chaldäisch-Katholischen Kirche
- Joseph Emmanuel II. Toma (1852–1947), Patriarch von Babylon der Chaldäer
- Paul Cheikho (1906–1989), Patriarch von Babylon der Chaldäer von 1958 bis 1989 unter dem Namen Paul II. Cheikho
- Mikha Pola Maqdassi (* 1949), chaldäisch-katholischer Bischof von Alqosch